# Bath (Jamajka)
Bath – miasto na Jamajce, w regionie Saint Thomas.